# Frecskay László
Frecskay László (Frecskay László von; László von Frecskay) (Pest, 1844. június 25. – Budapest, 1916. október 22.) magyar festő- és grafikusművész. Testvére, Frecskay János (1841–1919) magyar levéltáros, nyelvész volt.

## Életpályája
Szülei: Frecskay István és Badagorszki Anna voltak. 1867–1872 között a Bécsi Képzőművészeti Akadémián P. J. Geigernél tanult. 1886-tól illusztrációkat küldött magyar újságoknak. Hazatérése után (1911) a Vasárnapi Újságnak volt rajzolója.
Laci v. F. jelzésű karikatúrái a bécsi képeslapokban jelentek meg. Akvarell és olajképeit Budapesten és Bécsben állította ki. Öngyilkos lett.

## Művei
- Álarcos bál után
- Végre egyedül
- Gitáros spanyol táncosnő
- Mulatozó társaság a szalonban
- Női fej

## Galéria

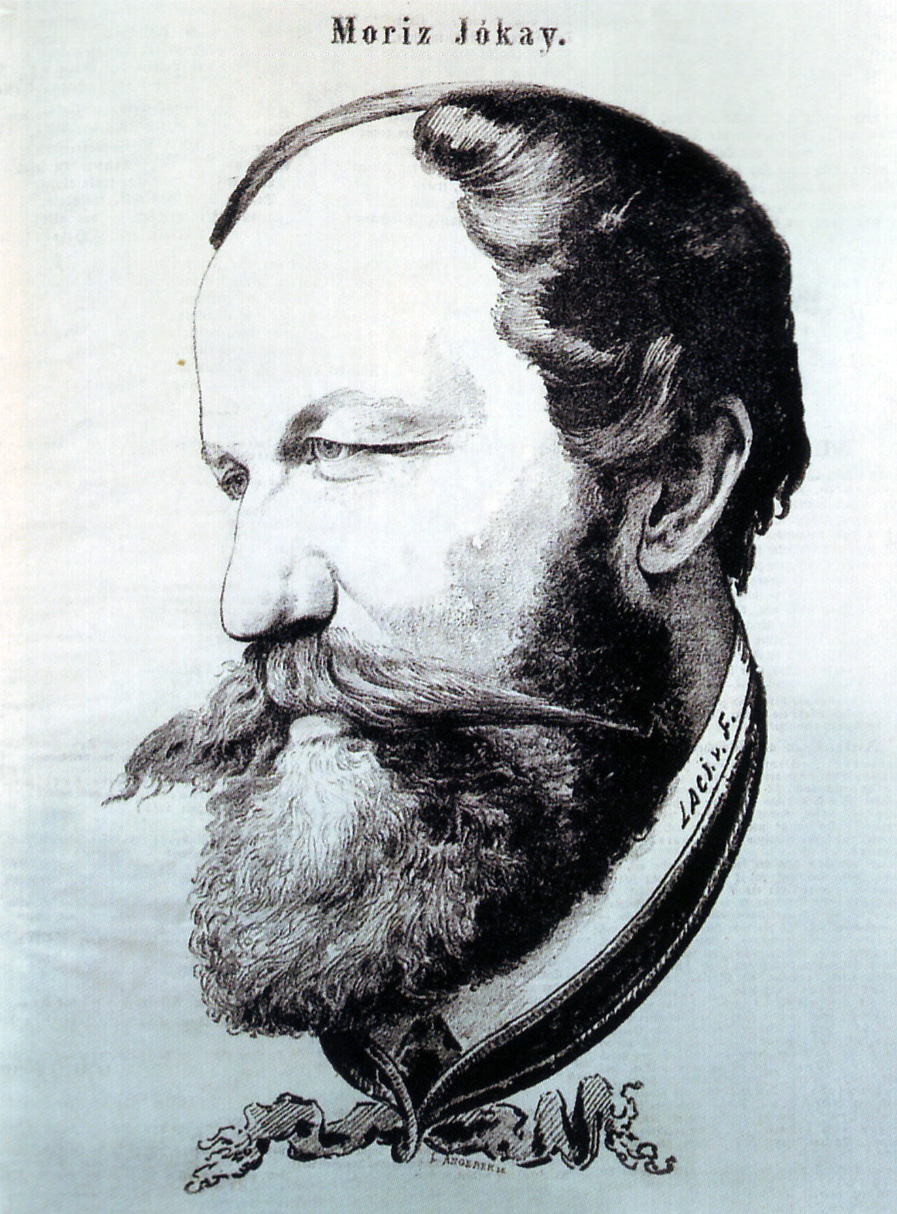
Jókai Mór (1855)
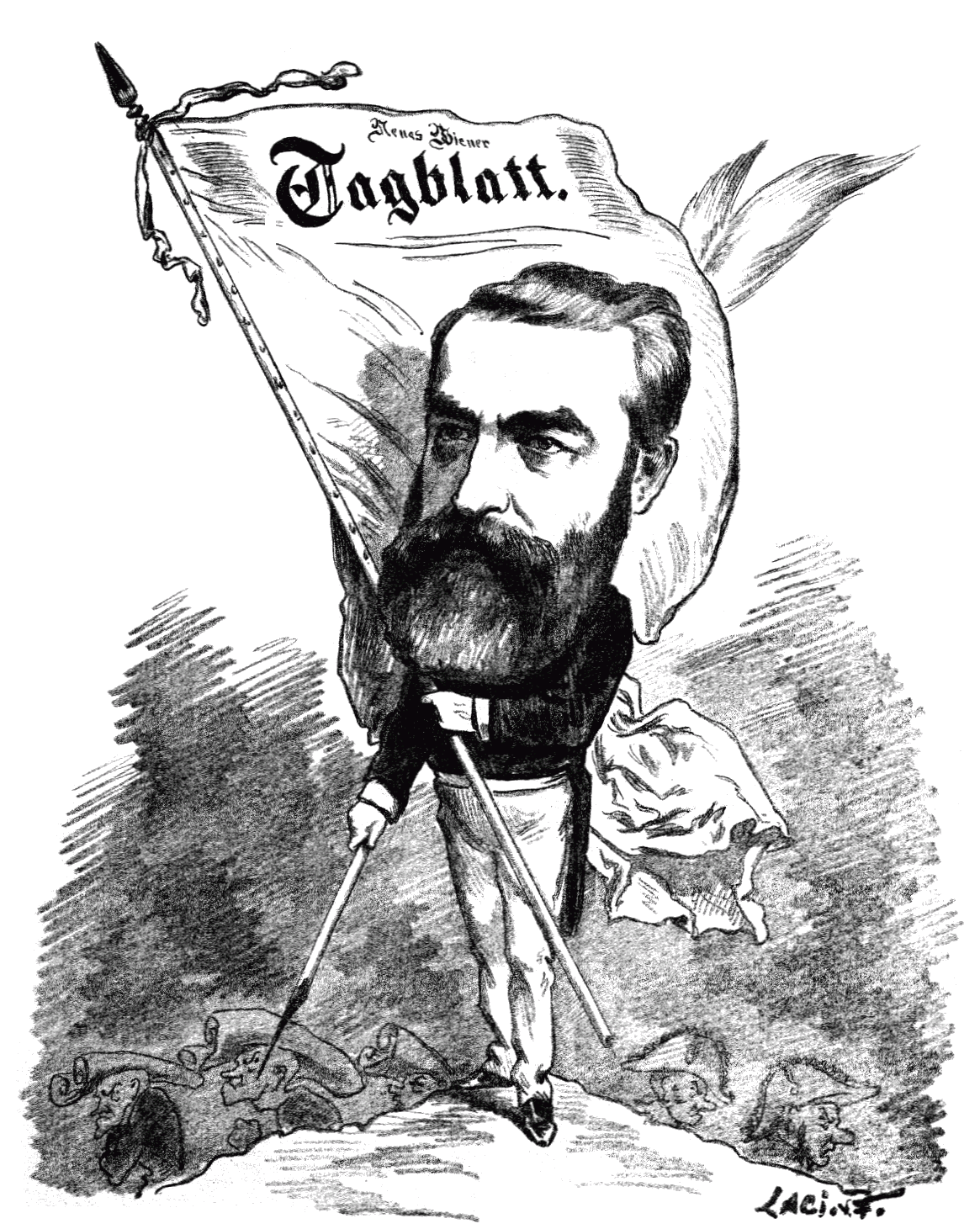
Moriz Szeps (1877)
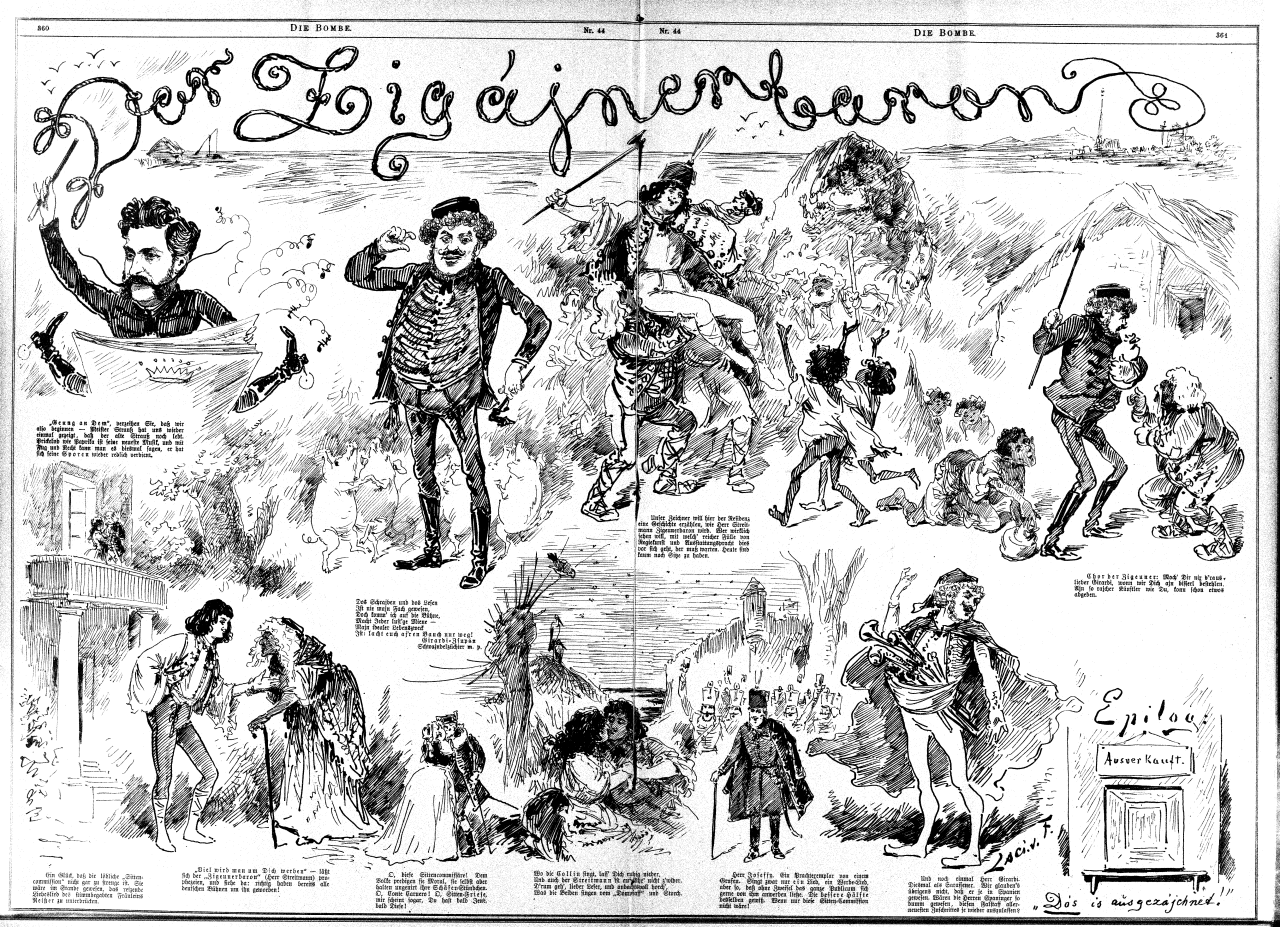
Der Zigeunerbaron (opereto, 1885)
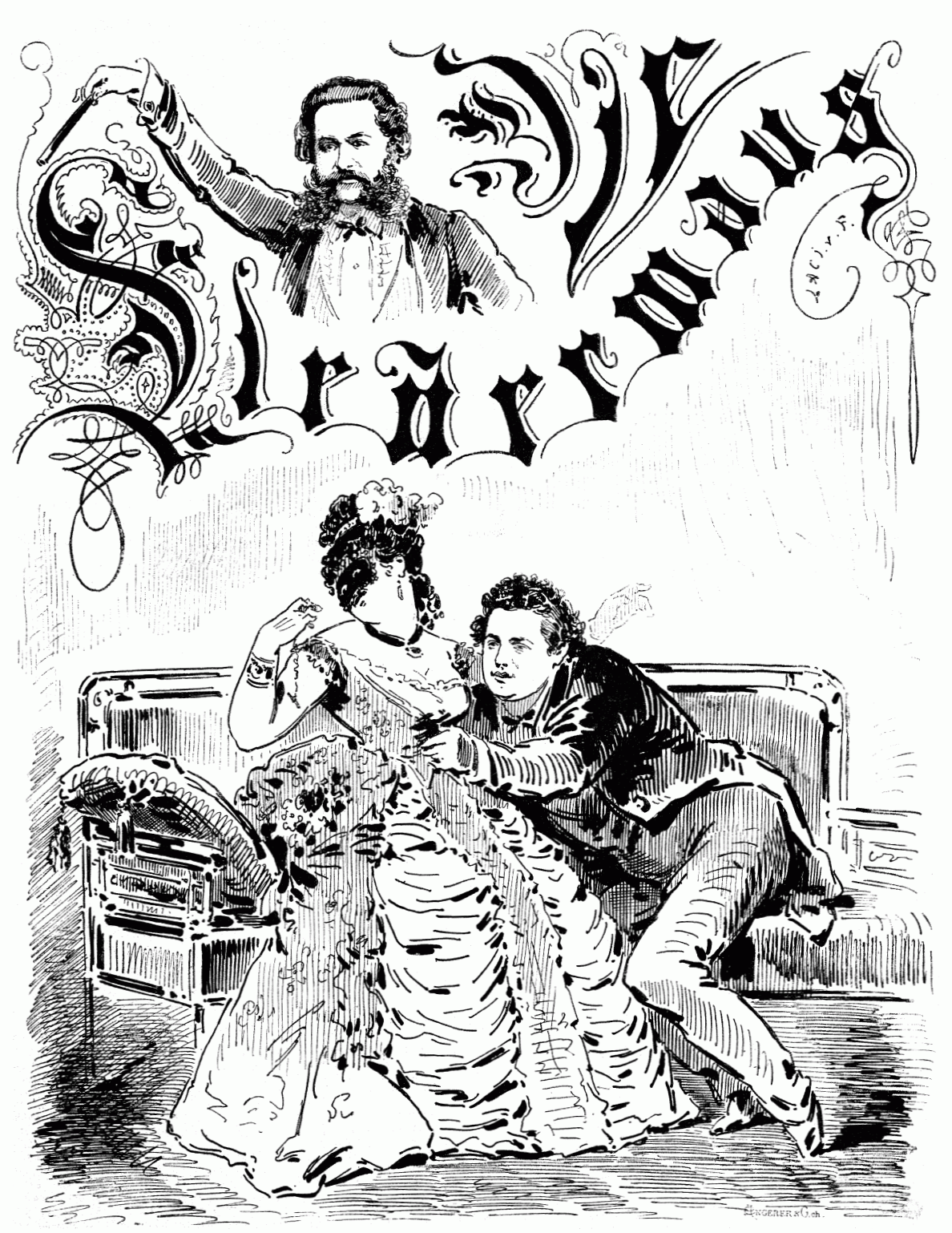
Die Fledermaus (opereto, 1874)
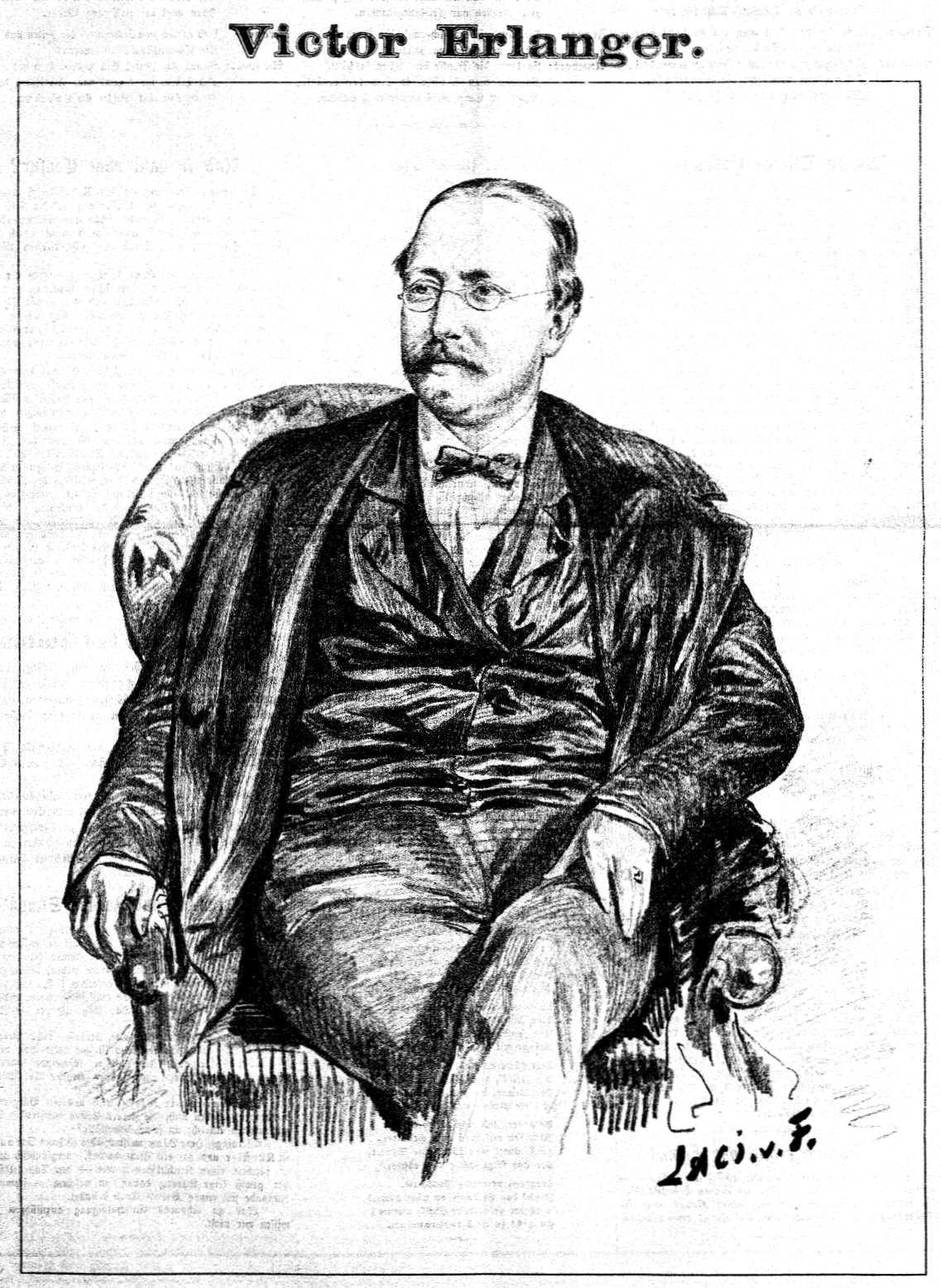
Victor Erlanger (1877)
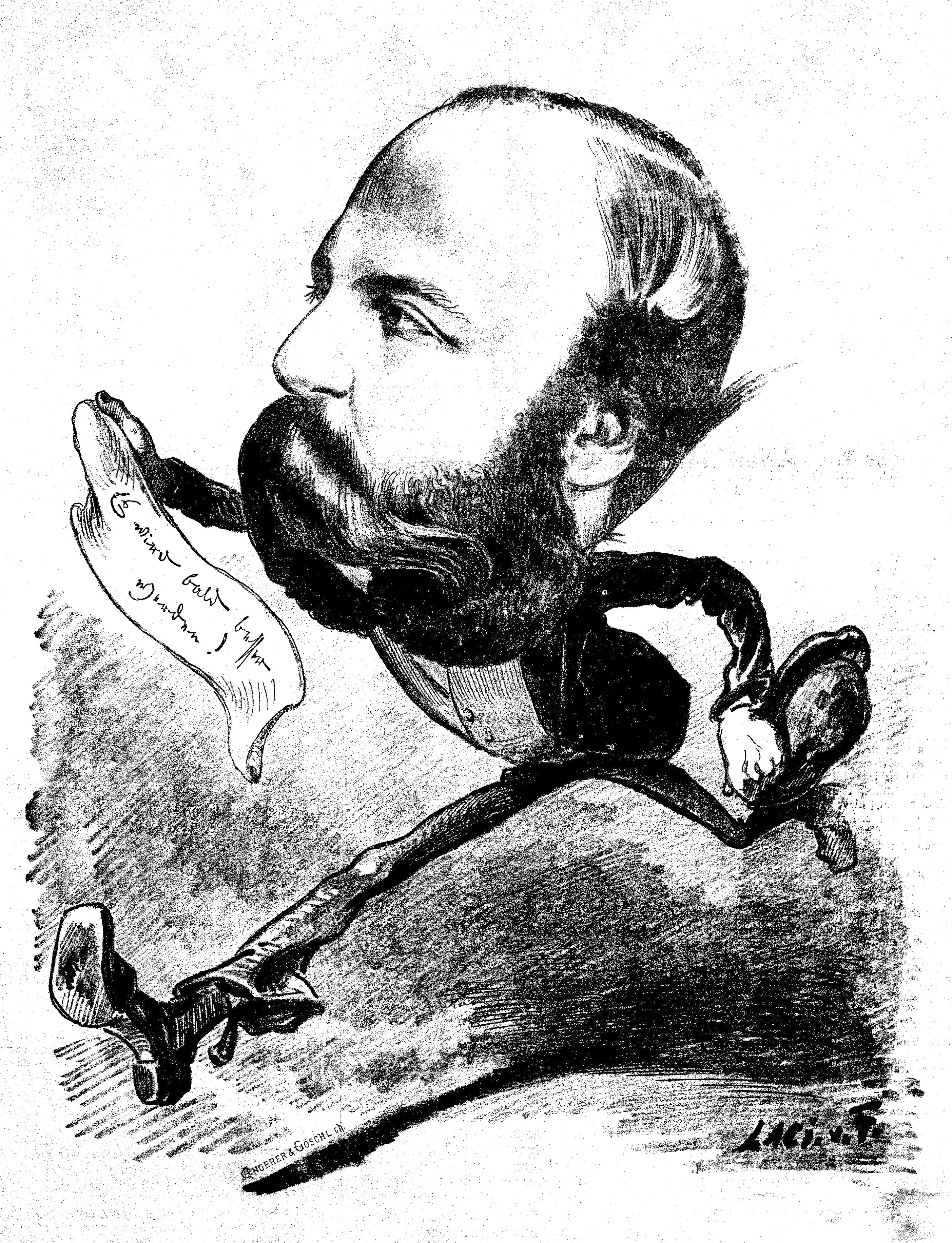
Barono Moriz Königswarter (1876)
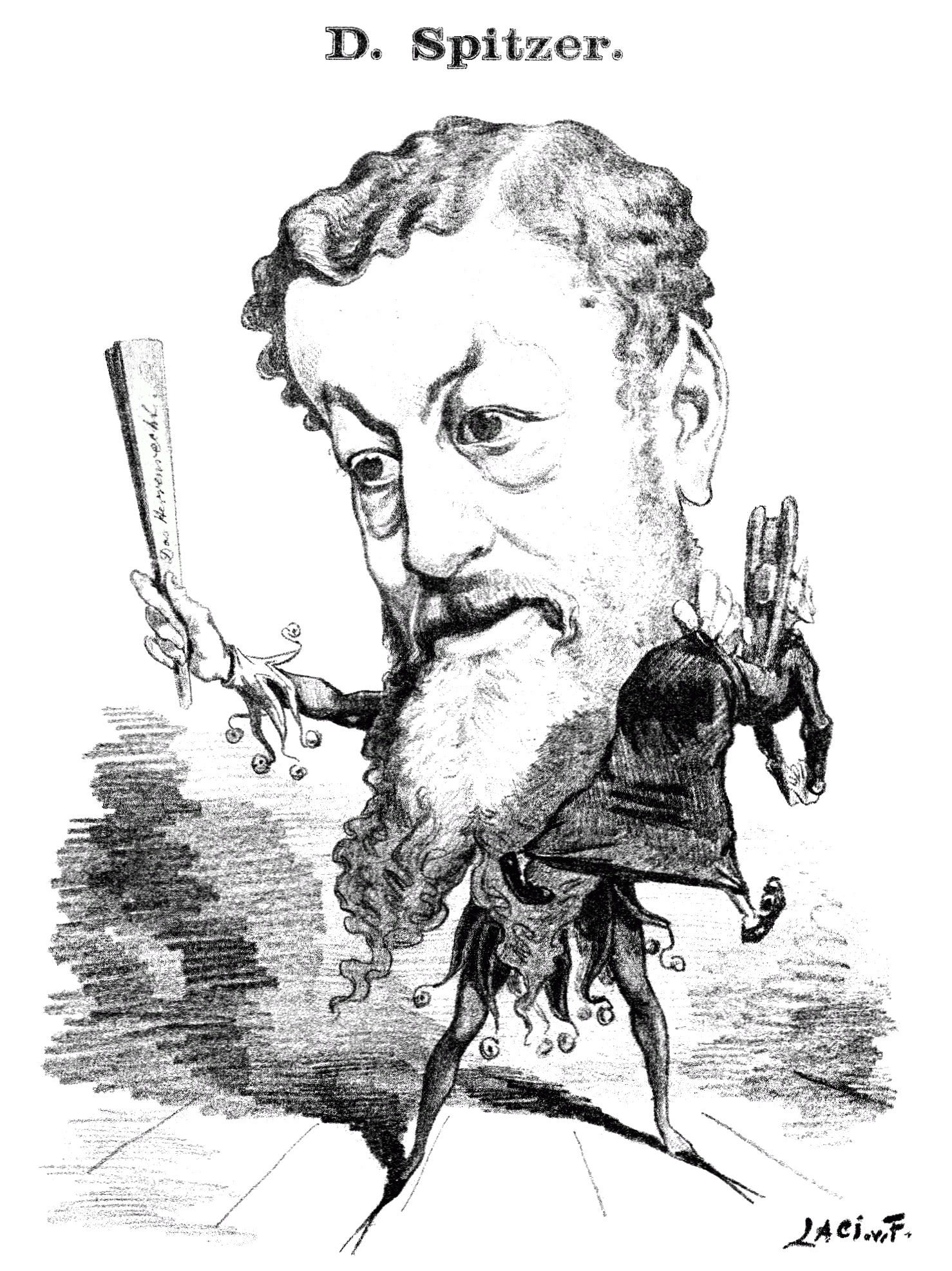
Daniel Spitzer (1871)
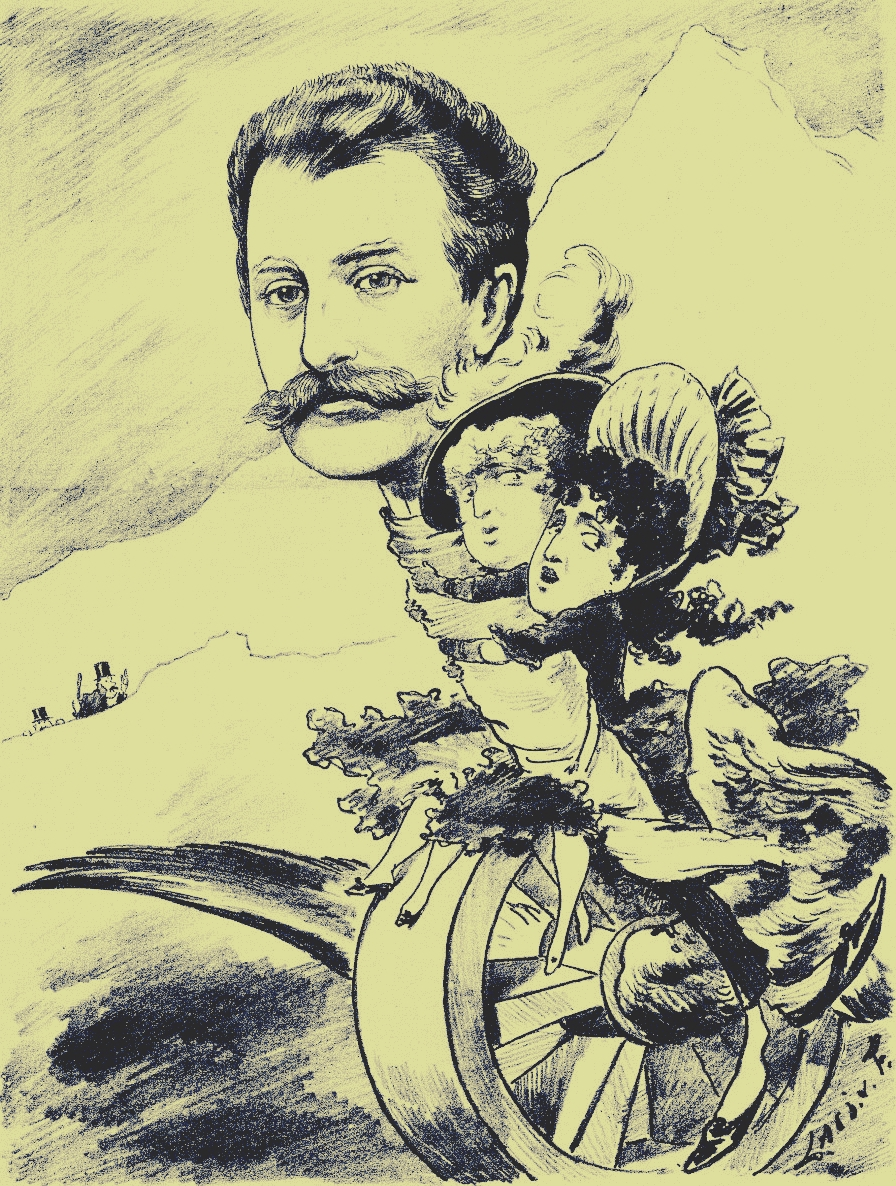
Princo Fürst Josef Maria Sulkowski